# Ferdinand August Christian Prestel
Ferdinand August Christian Prestel (geboren 14. März 1826 in Frankfurt am Main; gestorben 1. November 1890 in Homburg vor der Höhe) war ein deutscher Maler, Grafiker und Radierer.

## Leben

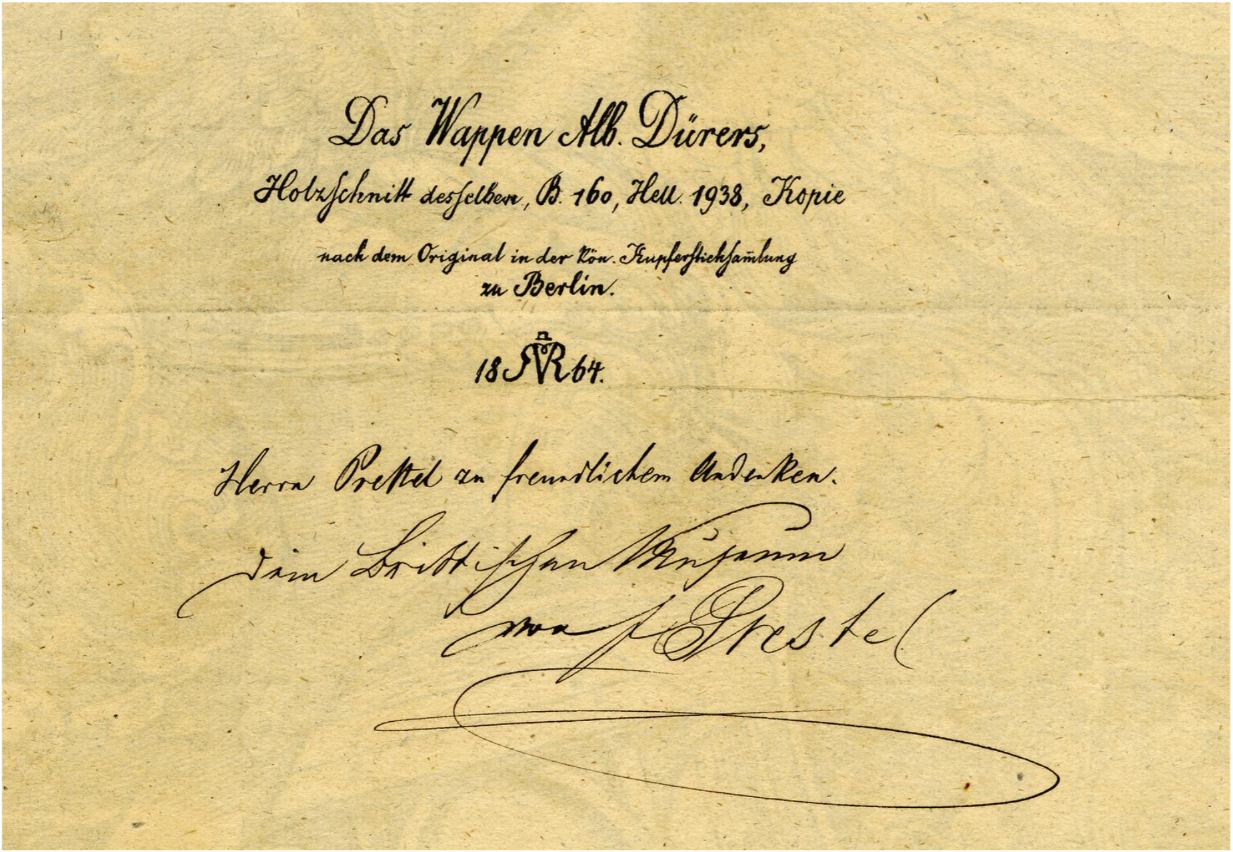
Rückseite des Einblattdruckes „Das Wappen Alb. Dürers“, 1864 von Ralf von Retberg lithografiert und handschriftlich einem Freund übereignet, der es mit seiner Unterschrift als „F. Prestel“ „dem Britischen Museum“ zugedachte

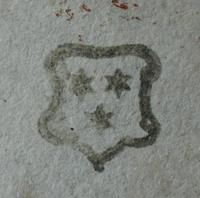
Nach Prestels Tod ab 1908 in der Kunsthandlung F. A. C. Prestel eingesetzter Stempelabdruck auf zum Kauf angebotenen Drucken, um die Provenienz eines mysteriösen Sammlers edler Stücke zu suggerieren

Prestel war Enkel von Johann Gottlieb Prestel und Sohn des Kunsthändlers, Malers und Kupferstechers Christian Erdmann Gottlieb Prestel. Er war Schüler von Eugen Eduard Schäffer.
Prestels Frankfurter Unternehmen, das auch als F. A. C. Prestel bezeichnet wurde, handelte mit Drucken und Gemälden und wurde auch nach Prestels Tod fortgeführt. Der vorletzte Besitzer, Ferdinand Günther Prestel, führte um 1908 einen auf einzelnen Drucken aufgebrachten Stempel ein, der drei Sterne in einem wappenähnlichen „Schild“ zeigte. Den Kunden sollte damit der Eindruck vermittelt werden, dass die so gekennzeichneten Blätter von einem mysteriösen Sammler edler Drucke stammen könnten.

## Schriften
- Katalog Nachlaß Gutekunst, Sammlung C. G. Wertvolle und seltene Blätter von Meistern des 15.–19. Jahrhunderts ... ; Kunsthandbücher, .. -Bibliothek Adolf von Beckerath. Versteigerung 5. Juni ff. Tage um ..., Frankfurt a. M.: F. A. C. Prestel;  Buchhandlung Jos. Baer & Co., [1916?]